# Poeoptera
A Poeoptera  a madarak osztályának verébalakúak (Passeriformes) rendjébe és a seregélyfélék (Sturnidae) családjába tartozó nem.

## Rendszerezésük
A nemet Charles Lucien Jules Laurent Bonaparte francia ornitológus írta le 1854-ben, az alábbi fajok tartoznak ide:
- Abott-fényseregély (Poeoptera femoralis)
- hegyesfarkú seregély (Poeoptera lugubris)
- Stuhlmann-seregély (Poeoptera stuhlmanni)
- Kenrick-seregély (Poeoptera kenricki)
- rozsdáshasú fényseregély (Poeoptera sharpii[2] vagy Pholia sharpii)[1]

## Előfordulásuk
Afrika középső és keleti részén honosak. Természetes élőhelyeik a szubtrópusi vagy trópusi esőerdők, valamint emberi környezet. Állandó, nem vonuló fajok.

## Megjelenésük
Testhosszuk 15-18 centiméter körüli.